# 李涤生
參數所指定的目標頁面不存在，建議更正成存在頁面或直接建立下列一個頁面（建立前請先搜尋是否有合適的存在頁面可以取代）：
- 李涤生 (莱西人)

李涤生（1887年—1930年8月），湖南浏阳人，是中国共产党早期领导人之一、工人运动领袖，中共第五、六届中央委员，在被捕后投降中國国民党執政的國民政府當局，最终被中国工农红军抓获并处决。

## 生平
李涤生出生於一个贫苦工人家庭。他自少年时起便在株萍铁路安源修车房任修车工人。1921年9月，他在安源组织湖南中华工会机械会安源分会。1922年1月，他和朱少连、李立三创办安源路矿工人补习学校暨国民学校。此后他还参与组织安源路矿工人俱乐部。
1922年2月，李涤生加入中国共产党，他也是安源第一批参加中国共产党的工人之一。不久，他任中国劳动组合书记部长沙分部株萍铁路工运特派员。1922年春至1923年夏，他任中共粤汉铁路新河支部书记。1922年5月安源路矿工人俱乐部成立后，他任总代表。同年9月上旬，他出席了毛泽东在安源召开的中共党员会议。他参与组织了同年9月18日的安源路矿工人大罢工和湘东永和煤矿工人大罢工。11月上旬，他代表安源路矿工人俱乐部参与成立了湖南省工团联合会。1923年，他任安源铁路修车房工人代表、第二届总代表。同年8月，他当选安源路矿工人俱乐部最高代表会议主席。同时，他兼任安源路矿工人俱乐部的股长，负责对外联络工作。他还曾任安源路矿工人俱乐部建筑委员会庶务处处长，第三届经济委员会委员等职务。
　
1924年8月后，他任粤汉铁路湖南段总工会委员长等职。1926年，他同朱少连在湖南醴陵组织株萍铁路总工会，他任副委员长。同年12月，他参加了湖南省第一次工人代表大会，并当选湖南省总工会执行委员会委员。
1927年2月，他到汉口参加了全国铁路工人第四次代表大会，当选中华全国铁路总工会第四届执行委员、常务委员，并任全国铁路总工会宣传部主任（部长）。1927年4月到5月，他参加了在湖北武汉举行的中国共产党第五次全国代表大会，并当选中央委员。大革命後，1927年8月到11月，他任中共中央职工运动委员会委员。
1927年8月，他当选中共湖南省委委员，回到湖南工作。在安源，他参加了秋收起义。1927年9月，他被中共中央指定担任中共湖南省委工人部部长。同年12月，中共湖南省委遭到破坏，而他继续任中共湖南省委工人部部长。1928年5月，他被中共中央指定担任中共湘东特委委员。
1928年5月到6月间，他在湖南长沙遭到中國国民党当局逮捕，不久就投降，任湖南清乡督办署侦缉队员。因消息不通，中共中央对此一无所知，所以他在1928年6月到7月召开的中国共产党第六次全国代表大会上仍当选中央委员。同年11月，他被中国共产党开除。
1928年12月，中共中央政治局发出《关于党员自首与叛变》的通告，揭露了“李涤生、任卓宣、符向一等为敌人卖党捕同志破获机关的侦缉工作”。
1929年3月，他出任中國国民党安源清共委员会委员，进行反共宣传。1930年8月，红三军团攻占长沙后，李涤生在长沙火车站被红军抓获，随即被处决。